# Pseudoeurycea tlilicxitl
Pseudoeurycea tlilicxitl es una especie de anfibio caudado (salamandras) de la familia Plethodontidae.
Es endémica de México.
Sus hábitats naturales incluyen bosques tropicales o subtropicales secos y montanos húmedos.